# 冨宅飛駈
冨宅 飛駈（ふけ たかく、1969年1月30日 - ）は、日本のプロレスラー、総合格闘家。本名：冨宅 裕介（ふけ ゆうすけ）。

## 経歴
1989年、UWFの入門テストに合格して入門。
1990年8月13日、UWF横浜アリーナ大会で冨宅祐輔として対垣原賢人戦でデビュー。
1991年1月、UWFが解散した後、プロフェッショナルレスリング藤原組に入団。
1992年12月、プロフェッショナルレスリング藤原組を退団した後、パンクラスに入団してリングネームを冨宅飛駈に改名。
パンクラスの旗揚げ当初は勝ち星を重ねていたが徐々に選手層とレベルが上がるにつれて低迷して2003年2月16日の対星野勇二戦を最後に総合格闘技の試合は行っていない。この頃から関西のインディー団体へ出場するようになる。
2012年3月13日、天龍プロジェクトの天龍源一郎が腰部脊柱管狭窄症の手術とリハビリのため、長期欠場に入ったことにより、天龍が復帰するまでの期間限定で天龍プロジェクトに入団して2団体所属となる。
2013年10月、天龍プロジェクトを退団。
VKFプロレスに参戦後は女子選手とのミックスドマッチにおいてはセクハラキャラを確立している。

## 戦績
| 勝敗 | 対戦相手 | 試合結果                   | 大会名                    | 開催年月日    |
| ×    | 星野勇二 | 5分2R終了 判定0-3          | PANCRASE 2003 HYBRID TOUR | 2003年2月16日 |
| ×    | 芹沢健一 | 2R 2:41 腕ひしぎ逆十字固め | PANCRASE 2002 SPIRIT TOUR | 2002年8月25日 |
| △    | 熊谷真尚 | 10分1R終了 ポイント0-0     | TRIAL-空手の逆襲!-        | 2002年7月6日  |

## 得意技
腕ひしぎ逆十字固め
アキレス腱固め
フジワラアームバー
V1アームロック
チキンウィングアームロック
チキンウィングフェイスロック
フロントネックロック
胴締めスリーパーホールド
アンクルホールド
バズソーキック
仰向けになった相手の上半身を起こして相手の左側頭部を振り抜いた右足の甲で蹴り飛ばす。
各種キック

## タイトル歴
- SGP認定グローバルジュニアヘビー級王座
- J2000王座
- JWF認定タッグ王座
- J2Kヘビー級王座
- FUCK!認定世界AIR級王座
- UNBELIEVABLE TAG TOURNAMENT優勝
- インターナショナルジュニアヘビー級王座
- プロレスショップMACKY認定世界マキオ級王座
- リッキー・フジ認定アグレッシブ世界ヘビー級王座
- WDW6人タッグ王座
- インターナショナルマーシャルアーツ王座

## 映画出演
- おっさんのケーフェイ（2019年2月16日） ‐ 本人役[1]